# ماريا فومينا
ماريا فومينا (بالروسية: Фомина, Мария Александровна)‏ هي عارضة وممثلة روسية، ولدت في 1 مارس 1993 في موسكو في روسيا.

## وصلات خارجية
- ماريا فومينا على موقع IMDb (الإنجليزية)
- ماريا فومينا على موقع قاعدة بيانات الفيلم (الإنجليزية)
- ماريا فومينا على موقع كينوبويسك (الروسية)